# Notropis bairdi
Notropis bairdi är en fiskart som beskrevs av Hubbs och Arthur Irving Ortenburger 1929. Notropis bairdi ingår i släktet Notropis och familjen karpfiskar. Inga underarter finns listade i Catalogue of Life.